# Національний стрілецький центр

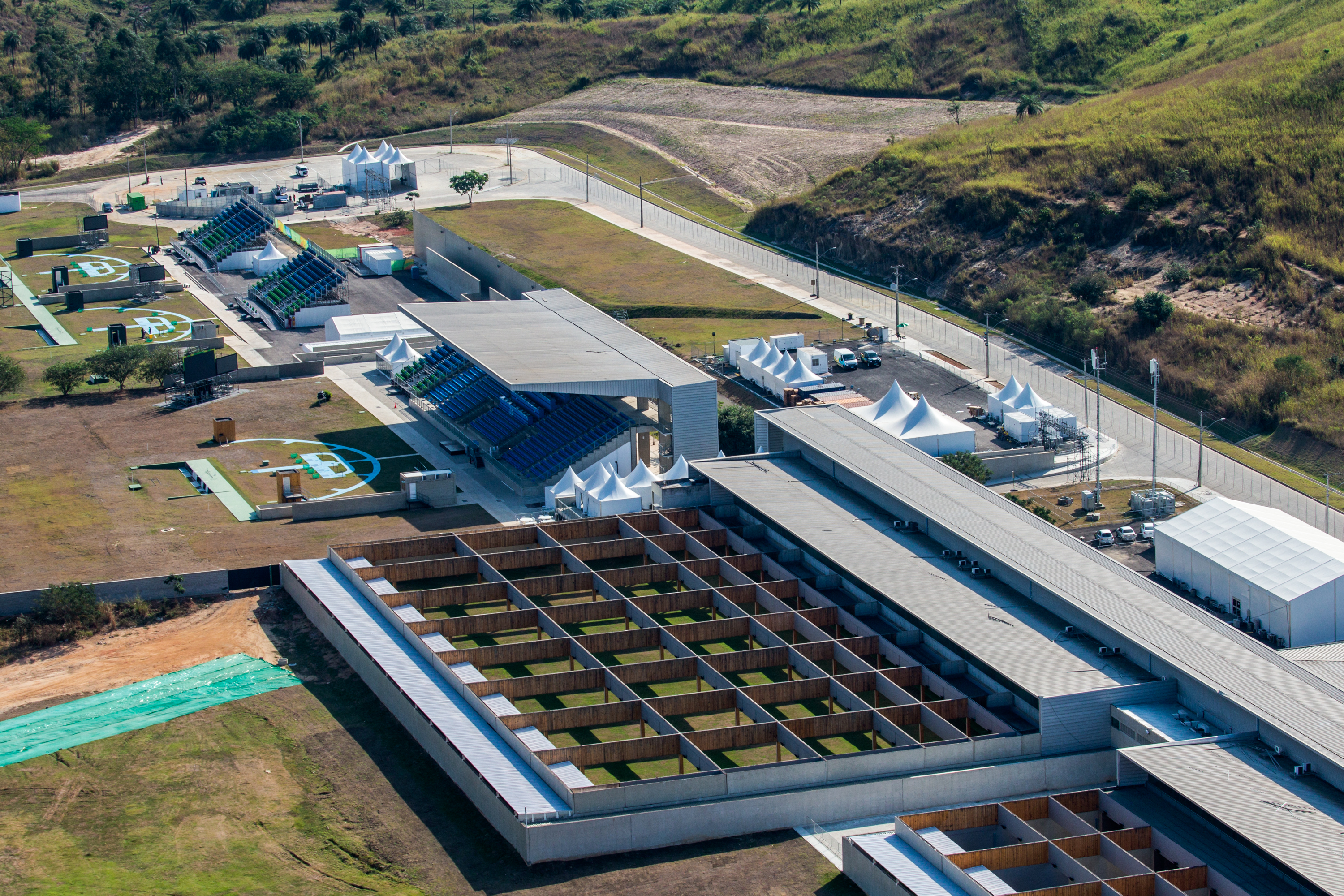
Національний стрілецький центр

Національний стрілецький центр (порт. Centro Nacional de Tiro), також відомий як Олімпійський стрілецький центр (порт. Centro Olímpico de Tiro) — тир у районі Деодоро Ріо-де-Жанейро. Відкритий 2007 року, модернізований у переддень Олімпіади 2016. Під час літніх Олімпійських ігор 2016 і літніх Паралімпійських ігор 2016 у тирі пройшли змагання зі стрільби.